# Lucrezia Stefanini
Lucrezia Stefanini (født 15. maj 1998 i Firenze, Italien) er en professionel tennisspiller fra Italien.